# Еместі (Каліфорнія)
Еместі (англ. Amesti) — переписна місцевість (CDP) в США, в окрузі Санта-Крус штату Каліфорнія. Населення — 2637 осіб (2020).

## Географія
Еместі розташоване за координатами 36°57′34″ пн. ш. 121°46′54″ зх. д. / 36.95944° пн. ш. 121.78167° зх. д. (36.959483, -121.781739).  За даними Бюро перепису населення США в 2010 році переписна місцевість мала площу 7,91 км², з яких 7,75 км² — суходіл та 0,17 км² — водойми.

## Демографія
Згідно з переписом 2010 року, у переписній місцевості мешкало 3478 осіб у 982 домогосподарствах у складі 790 родин. Густота населення становила 439 осіб/км².  Було 1015 помешкань (128/км²).
Расовий склад населення:
| - 54,3 % — білих - 2,6 % — азіатів - 1,2 % — корінних американців - 0,3 % — чорних або афроамериканців - 37,6 % — осіб інших рас |

До двох чи більше рас належало 3,9 %. Частка іспаномовних становила 65,4 % від усіх жителів.
За віковим діапазоном населення розподілялося таким чином: 31,6 % — особи молодші 18 років, 58,8 % — особи у віці 18—64 років, 9,6 % — особи у віці 65 років та старші. Медіана віку мешканця становила 31,3 року. На 100 осіб жіночої статі у переписній місцевості припадало 95,3 чоловіків;  на 100 жінок у віці від 18 років та старших — 89,3 чоловіків також старших 18 років.
Середній дохід на одне домашнє господарство  становив 66 775 доларів США (медіана — 49 015), а середній дохід на одну сім'ю — 71 831 долар (медіана — 51 976). Медіана доходів становила 43 897 доларів для чоловіків та 40 884 долари для жінок. За межею бідності перебувало 12,8 % осіб, у тому числі 11,3 % дітей у віці до 18 років та 2,3 % осіб у віці 65 років та старших.
Цивільне працевлаштоване населення становило 1363 особи. Основні галузі зайнятості: сільське господарство, лісництво, риболовля — 22,5 %, роздрібна торгівля — 20,0 %, освіта, охорона здоров'я та соціальна допомога — 14,7 %.